# Кишкін Сергій Михайлович
Сергій Михайлович Кишкін (25 вересня 1909, село Гусь-Желєзний Меленковського повіту Владимирської губернії, тепер Касимовського району Рязанської області, Російська Федерація — 14 травня 1993, місто Мінськ, Білорусь) — радянський білоруський діяч, голова Ради народного господарства Білоруської РСР, заступник голови Ради міністрів Білоруської РСР. Депутат Верховної ради Білоруської РСР 5—8-го скликань.

## Життєпис
Народився в родині робітника.
У 1924—1930 роках працював на Люберецькому заводі сільськогосподарських машин Московської губернії (області).
Член ВКП(б) з 1930 року.
У 1935 році закінчив Московський інститут сільськогосподарського машинобудування імені Калініна.
У 1934—1955 роках — інженер, головний інженер, начальник складального цеху, завідувач відділу технічного контролю Горьковського автомобільного заводу.
У 1955—1959 роках — директор Мінського автомобільного заводу (МАЗ) Білоруської РСР.
У 1959—1962 роках — завідувач відділу машинобудування Ради народного господарства Білоруської РСР.
У 1962 — 29 березня 1963 року — заступник голови Ради народного господарства Білоруської РСР.
29 березня 1963 — 21 жовтня 1965 року — голова Ради народного господарства Білоруської РСР.
У жовтні 1965 — 1974 року — заступник голови Ради міністрів Білоруської РСР.
З 1974 року — персональний пенсіонер у місті Мінську.
Помер 14 травня 1993 року в Мінську.

## Нагороди
- орден Леніна (1952)
- три ордени Трудового Червоного Прапора (1945, 1966, 1969)
- медаль «За трудову відзнаку»
- медалі
- Сталінська премія (1950) — за створення конструкції та технології, організацію виробництва та освоєння масового випуску легкового автомобіля «Победа»